# Ottar Birting
Ottar Birting (* wahrscheinlich um 1100; † 1146 in Nidaros) war ein norwegischer Lehnsmann.

## Leben
Seine Eltern sind unbekannt. 1142 heiratete er Ingrid Ragnvaldsdatter. Die Ehe blieb, soweit bekannt, kinderlos.
Ottar Birting war einer der einflussreichsten Häuptlinge in Norwegen in der ersten Hälfte des 12. Jahrhunderts. Besonders aktiv war er, als die Söhne Harald Gilles, Inge Krogrygg und Sigurd Munn noch Kinder waren. Sigurd wurde von ihm aufgezogen. Er wird als kleinwüchsig, mannhaft und dunkel geschildert. Der Beiname „Birting“ (Licht) war offenbar ironisch gemeint.
Ottar wird erstmals in einer Episode aus den 1120er Jahren erwähnt, als er noch als Page (kjertesvein) bei Sigurd Jórsalafari diente. Er habe ein wertvolles Buch des Königs aus dem Feuer gerettet und sei zur Belohnung zum Lehnsmann ernannt worden, obgleich er nur aus einer ganz unbedeutenden Familie gestammt habe.
Nach dem Tod Harald Gilles 1136 führte Ottar die Männer an, die dem neuen König Sigurd Munn huldigten. Im Briefwechsel zwischen den Brüdern wird von den Ratgebern des Königs Ottar besonders hervorgehoben, und er war es, der im Namen des Königs sprechen durfte.
Als Ottar Ingrid Ragnvaldsdatter heiratete – es war bereits ihre dritte Ehe – brachte er den Sohn Alv Røde mit in die Ehe. Ob er mit dessen Mutter verheiratet gewesen war, ist nicht bekannt. Dieser Sohn Alv wurde später ebenfalls Lehnsmann und auch Heerführer unter König Håkon Herdebrei. Er wurde 1165 von Erling Skakke und dessen Männern getötet.
Als der Thronprätendent Sigurd Slembe 1139 von Dänemark aus König Inge angriff, nahm Ottar mit Mitkönig Sigurd an der siegreichen Schlacht bei Holmengrå teil.
Seine Ehe mit Ingrid Ragnvaldsdatter brachte es mit sich, dass er zum Stiefvater von Inge Skogrygg wurde. Nach den Königssagas war er für seinen Stiefsohn eine große Unterstützung. Das machte Sigurd Munn nach der Heimskringla und nach Morginskinna eifersüchtig.
Ottar wurde 1146 in Nidaros getötet. Sigurd wurde beschuldigt, den Mord veranlasst zu haben, konnte sich aber durch die Eisenprobe reinigen. Dieser Mord war eine der Ursachen für den Streit zwischen den Haraldssöhnen kurz danach.